# Shopping Center Matarazzo

Shopping Center Matarazzo (também conhecido como Shopping Matarazzo) foi um pequeno centro comercial localizado no bairro da Pompéia, zona oeste de São Paulo. Ficava localizado no cruzamento da Rua Turiaçu (atual Rua Palestra Itália) com a Avenida Pompéia, no mesmo local onde hoje fica o Bourbon Shopping São Paulo.
Foi inaugurado em outubro de 1975 e pertencia as Indústrias Reunidas Fábricas Matarazzo, assim como a grande parte dos comércios, fábricas e empresas localizadas nos arredores das regiões de Pompéia e Barra Funda.

## História
Foi construído originalmente como um strip center, sendo um supermercado com uma faixa de lojas em anexo, sendo razoavelmente aceito pelo público em sua época de inauguração. Suas principais atrações para os moradores da região eram o supermercado Jumbo Eletro e o restaurante da rede McDonald's localizado no estacionamento externo, presente no local até hoje.
Em 1991, com a inauguração do Shopping West Plaza na mesma região, o Shopping Matarazzo passou por algumas reformulações. Devido a uma disputa interna entre a família Matarazzo e o Grupo Pão de Açúcar (então dono do supermercado Jumbo Eletro), a loja âncora foi fechada, sendo substituída pelo supermercado Cândia (cuja loja foi posteriormente vendida para a rede de supermercados Sonda). Também foram montadas no local uma praça de alimentação e uma pista de patinação Maxi-Roller.

### Fechamento
Apesar das tentativas de recuperar o movimento e o negócio, o shopping foi a leilão em 1997 devido ás dívidas e problemas administrativos, sendo arrematado pelo grupo gaúcho Zaffari por 18,5 milhões de reais. Apesar da venda, o shopping seguiu funcionando normalmente no local pelos próximos cinco anos. Em 2002, o Sonda brigava na justiça devido a uma ordem de despejo expedida pelos novos donos, exigindo que a loja do supermercado que ficava no local fosse fechada.
Após a resolução deste impasse, o shopping finalmente foi fechado e demolido, dando início as obras do Bourbon Shopping São Paulo, que foi inaugurado no mesmo terreno em março de 2008.